# Gendayakan
Gendayakan is een bestuurslaag in het regentschap Wonogiri van de provincie Midden-Java, Indonesië. Gendayakan telt 1821 inwoners (volkstelling 2010).